# Epectaptera agualanii
Epectaptera agualanii là một loài bướm đêm thuộc phân họ Arctiinae, họ Erebidae.